# Laguna Woods
Laguna Woods est une ville du comté d'Orange en Californie, aux États-Unis. Lors du recensement de 2010, sa population s’élevait à 16 192 habitants, contre 16 507 en 2000.

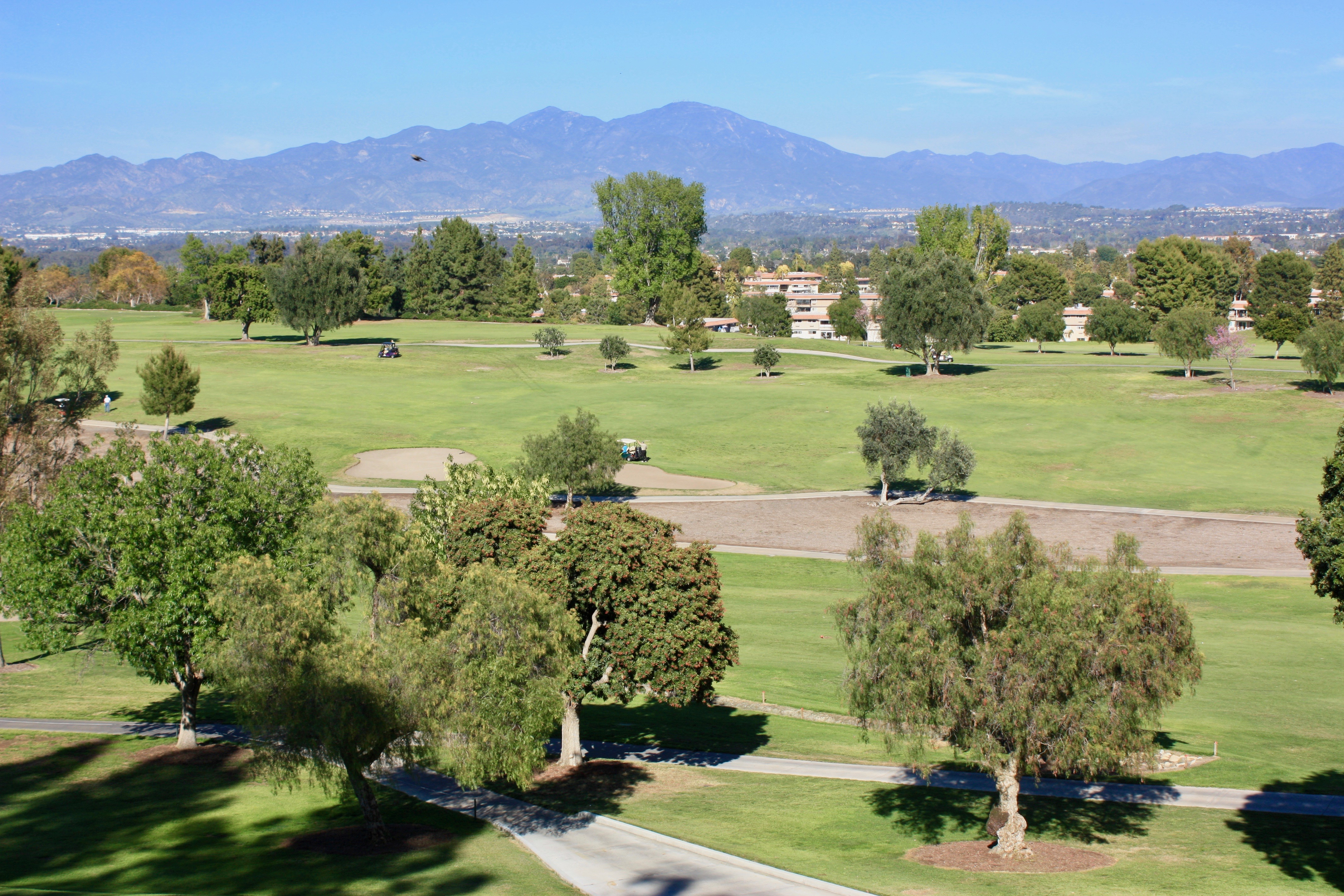
Parcours de golf du village de Laguna Woods

## Histoire
- Fusillade de Laguna Woods, le 15 mai 2022, dans une église presbytérienne de la ville.

## Démographie
| Groupe            | Laguna Woods | Californie | États-Unis |
| ----------------- | ------------ | ---------- | ---------- |
| Blancs            | 87,3         | 57,6       | 72,4       |
| Asiatiques        | 10,0         | 13,1       | 4,8        |
| Métis             | 1,2          | 4,9        | 2,9        |
| Afro-Américains   | 0,7          | 6,2        | 12,6       |
| Autres            | 0,6          | 17,0       | 6,2        |
| Amérindiens       | 0,1          | 1,0        | 0,9        |
| Océaniens         | 0,1          | 0,4        | 0,2        |
| Total             | 100          | 100        | 100        |
|                   |              |            |            |
| Latino-Américains | 4,0          | 37,6       | 16,7       |

Selon l'American Community Survey, pour la période 2011-2015, 77,83 % de la population âgée de plus de 5 ans déclare parler l'anglais à la maison, alors que 5,52 % déclare parler le coréen, 3,29 % l'espagnol, 3,11 % une langue chinoise, 2,60 % le tagalog, 1,53 % le persan, 0,64 % l'allemand, 0,54 % le français, 0,53 % le polonais, 0,51 % le vietnamien et 3,39 % une autre langue.
| 2000   | 2010   | - | - | - | - |
| ------ | ------ | - | - | - | - |
| 16 507 | 16 192 | - | - | - | - |